# 关陇起义
关陇起义，魏孝明帝正光五年（524年）至正光六年（525年）羌人莫折大提领导关陇（今陕西省、甘肃省一带）地区各族人民反抗北魏統治的起义。

## 概述
524年六月，北魏秦州（治今甘肃省天水市）人薛珍等聚众起义，杀刺史李彦，推举羌人莫折大提为帅，莫折大提自称秦王。南秦州（治今甘肃省成县西）人张长命等杀刺史崔游，响应莫折大提。莫折大提派人攻克高平（今宁夏回族自治区固原市），杀死镇将赫连略和行台高元荣。不久，莫折大提卒，其子莫折念生继任，自称天子，置百官，年号天建。七月，魏孝明帝元詡以吏部尚書元修义为西道行台，讨伐莫折念生。
莫折念生派都督杨伯军攻仇鸠、河池（均在今陕西鳳县境）二戍，北魏东益州刺史魏子建部将伊祥部反击，受挫。八月，莫折念生派弟弟莫折天生率兵下隴地，在隴口（今陕西隴县、宝鸡与甘肃清水、张家川之间）击败魏都督元志。九月，魏孝明帝以萧宝寅为西道行台大都督，率诸将征讨莫折念生。十一月，莫折天生率众攻陷北魏岐州（治今陕西鳳翔东南），杀死元志和刺史裴芬之。莫折念生又派卜胡等攻泾州（今甘肃鎮原东南），在平凉（今甘肃华亭西）东击败北魏光禄大夫薛峦。十二月，莫折念生派兵攻凉州（治今甘肃武威），城民赵天安擒刺史響应。
525年正月，莫折天生在黑水（今陝西西周至东）屯兵，北魏以崔延伯为征西将军。率骑兵五万進击，与萧宝寅军屯馬嵬（今陕西周至东），莫折天生义军被官军攻击，战敗，损失10万余人，於是撤兵，退守隴道，阻击官军。527年，莫折念生趁著北魏接連應付六鎮之亂叛軍之際再度用兵，但不久被部将所杀，其部众或散，或归附其它义军。